# Fotokopírka

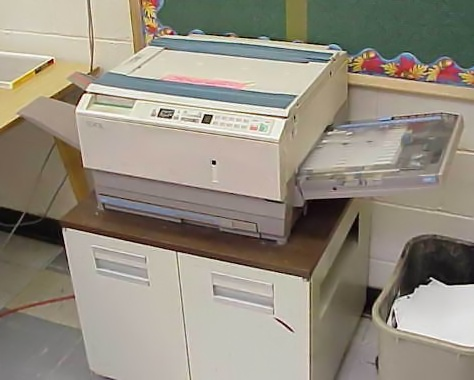

Fotokopírka (též jen kopírka) je přístroj, který rychle a levně vytváří kopie dokumentů a jiných obrázků. Většina nynějších fotokopírek používají technologii xerografie, což je suchý kopírovací proces, který využívá elektrostatické náboje a působení světla. Teplo, tlak nebo jejich kombinace se používá pro přenos toneru na papír. Lze používat i jiné technologie, jako například scanner a inkoustovou tiskárnu, ale xerografie je standardní způsob kopírování.
Xerografické fotokopírování bylo představeno Xeroxem v roce 1959, což nahradilo ostatní fotokopírky od firem jako Verifax, Photostat a zařízení, které používaly karbonový papír, cyklostyl a další kopírovací zařízení.
Fotokopírování je často používáno v oblastech byznysu, školství a státních centrech. I přesto, že se spekulovalo, že fotokopírky budou brzy zastaralé, protože by zaměstnanci začali používat více virtuální úložiště a cloudy místo skladování informací na papír. Avšak i dnes, v roce 2016, se fotokopírky nachází v každé firmě. Kolem roku 2010 se začaly propojovat role fotokopírek, faxů, scannerů a přes síť propojených tiskáren. Nyní už většina zařízení dokážou kopírovat a barevně tisknout.

## Jak funguje fotokopírka

Nabíjeníválcovitý bubínek je elektrostaticky nabitý drátem nebo nábojovým válcem. Buben je potažen fotovodivým materiálem. Fotovodič je polovodič, který se stává vodivým, když je vystaven světlu
VystaveníSilná lampa osvítí původní dokument a bílé oblasti se odrazí pomocí světla na povrch fotovodivého bubnu. Oblasti bubnu, které nejsou vystaveny světlu, se stanou vodivými a nabije se záporným nábojem.
VyvíjeníToner je kladně nabitý. Poté, co je použit na buben, aby vytvořil obraz, přilne k oblastem, které jsou záporně nabity (černé oblasti), stejně tak jako papír přilne k staticky nabitému balónku.
PřevodVzniklý obraz na povrchu bubnu je převeden na papír s větším záporným napětím, než který má buben.
SloučeníToner se roztaví a přilepí na papír pomocí tepla a tlakovým válcům.
Negativní fotokopie má obrácené barvy, než původní dokument, což má za výsledek, že písmena jsou bílé na černém papíře, než jak tomu má být v opačném případě. Negativní fotokopie starších nebo méně čitelných dokumentů vytváří lepší kopie, které se lépe čtou.

## Historie

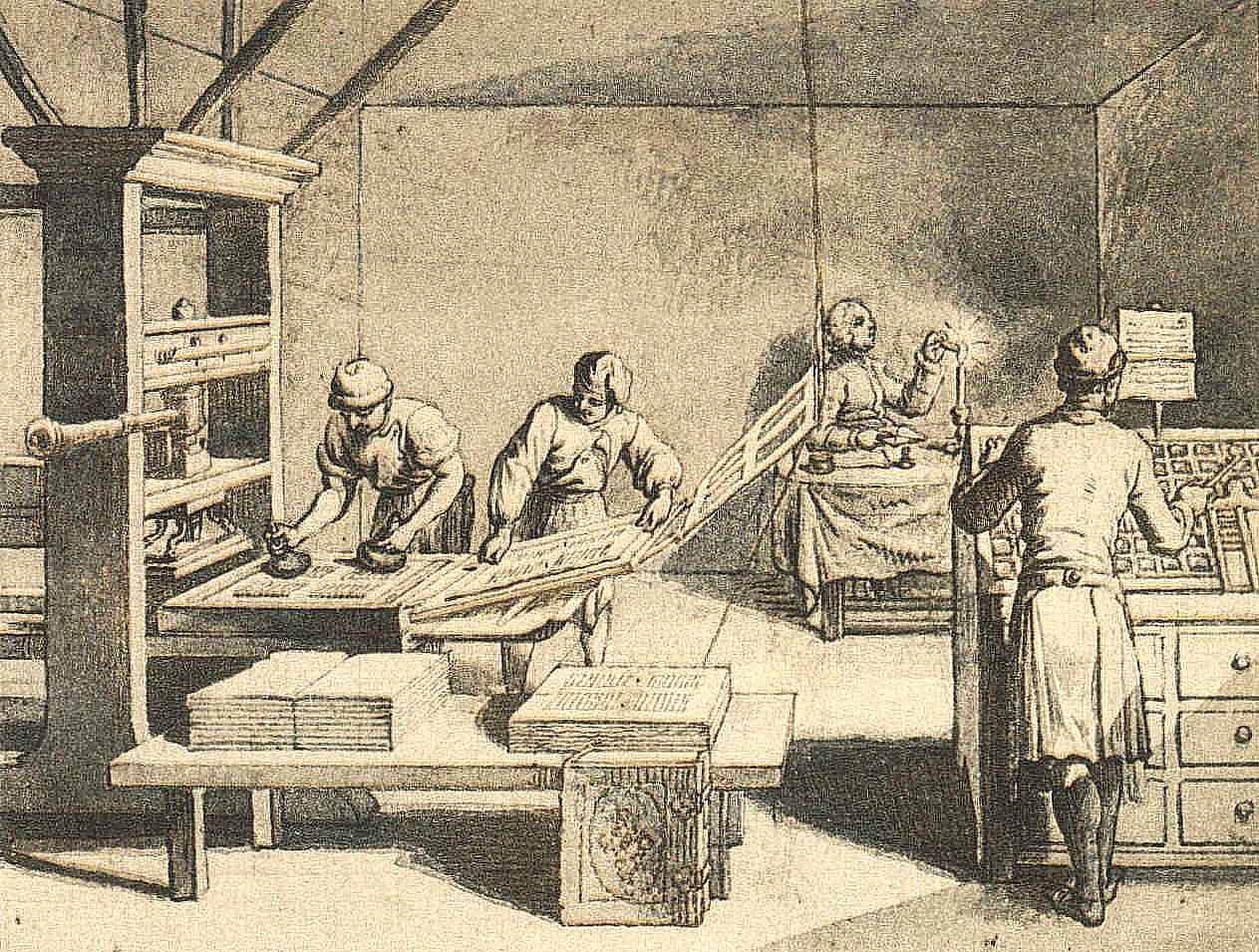
Historie tisku

Chester Carlson, vynálezce fotokopírování, byl původně patentový zástupce a výzkum byl jeho koníčkem. Jeho práce v New Yorku obnášela to, že musel vyrábět velké množství kopií důležitých dokumentů. Artrickému Carlsonovi toto připadalo jako velmi nudná a náročná práce a motivovalo ho to k experimentům s fotovodivostí. Carlson experimentoval v kuchyni „elektrofotografováním“ a v roce 1938 si na tento proces nechal registrovat patent. První fotokopii vytvořil pomocí zinkového plátu pokrytým sírou. Na mikroskopickém plátku byla napsána slova „10-22-38 Astoria“, na plátek se dalo více síry a vystavil se světlu. Po odstranění plátu zůstala jen zrcadlově otočená slova. Carlson se snažil prodat svůj vynález více firmám, ale neuspěl, protože jeho vynález nebyl dokončený. Mezi roky 1939 a 1944 Carlsona odmítlo přes 20 firem jako např. IBM a General Electric. Nikdo z nich nevěřil, že se jeho vynález uchytí na trhu.
V roce 1944 sepsala nezisková organizace Battelle Memorial Institute v Ohiu s Carlsonem smlouvu, aby podpořila jeho novou inovaci. Přes pět let institut vedl experimenty pro zlepšení procesu elektrofotografování. V roce 1947 si korporace Haloid přišla do institutu zařídit licenci k vývoji a prodeji kopírovacích zařízení, které měly fungovat na této technologii.
Zástupci firmy Haloid byli toho názoru, že slovo „elektrofotografování“ je příliš komplikované a špatně se pamatuje. Po jednání s profesorem „klasického jazyka“ v Univerzitě v Ohiu se Haloid a Carlson rozhodli změnit jméno procesu na „xerografie“, které pocházelo z řečtiny a slova měla znamenat „suché psaní“. Firma Haloid pojmenovala nové kopírky „Xeroxové přístroje“ a v roce 1948 se slovo „Xerox“ stalo obchodní značkou. Firmu Haloid poté přejmenovali na Xerox Corporation.
V roce 1949 firma Xerox představila první xerografickou kopírku nazvanou jako Model A. Xerox se stal tak úspěšným, že v Severní Americe se pro fotokopírování používalo slovo „xeroxing“ (laicky řečeno xeroxování). Xerox tvrdě bojoval proto, aby se „Xerox“ nestalo obecným názvem. I když bylo slovo „Xerox“" ve slovnících označeno jako synonym pro fotokopírování, tak firma Xerox žádala, aby se údaje upravily a lidé takovým způsobem slovo „Xerox“ nepoužívali.
V raných 50. letech 20. století firma Radio Corporation of America (RCA) představila variaci, která fungovala na procesu Elektrofaxu, kde jsou obrázky přidělány přímo na speciálně ovinutý papír a tonerem rozptýleny v tekutině.
Od 60. let do 80. let firma Savin Corporation vyvinula a prodávala kopírky s tekutým tonerem, které zahrnovaly technologii, na kterou tato firma měla patent.
Před rozšířením xerografických kopírek byly vyráběny stroje jako je např. Kodak nebo Verifax. Hlavním cílem fotokopírek byla nízká cena. Verifax v roce 1969 potřeboval $0.15 na kopii, zatímco Xerox už tiskl za $0.03 včetně papíru a nebylo potřeba manuální obsluhy velkého stroje. Fotostaty na drobné kopie byly v mnoha knihovnách v pozdních 60. letech 20. století, kde vyráběly kopie velikosti dopisů za $0.25. V tu dobu byla minimální mzda $1.65/hod a výrobky Xeroxu záhy poté zlevnily na $0.10 za kopii.
Výrobci xerografických fotokopírek nejvíce těžili z vysokých cen konkurence v 60. a 70. letech. Koncem 70. let výrobci papírů prosadili xerografickou „průchodnost“ jako vlastnost pro většinu svých kancelářských papírů.
Většinu fotokopírek již dnes nahradily inkoustové tiskárny.
Mezi hlavní výhody fotokopírek patří:
- používání klasického papíru
- oboustranný tisk
- možnost skenování více stran automaticky s ADF
- rovnání výstupu

### Barevné fotokopírky
Barevný toner byl k dispozici až po roce 1940, avšak plně barevné kopírky nebyly dostupné dokud 3M nepřišla s technologií Color-in-Color (barva v barvě) v kopírce z roku 1968, která více než na elektrostatickou technologii spoléhala na sublimační proces. První barevnou elektrostatickou kopírkou od Xeroxu byl model 6500 v roce 1973.

### Digitální technologie

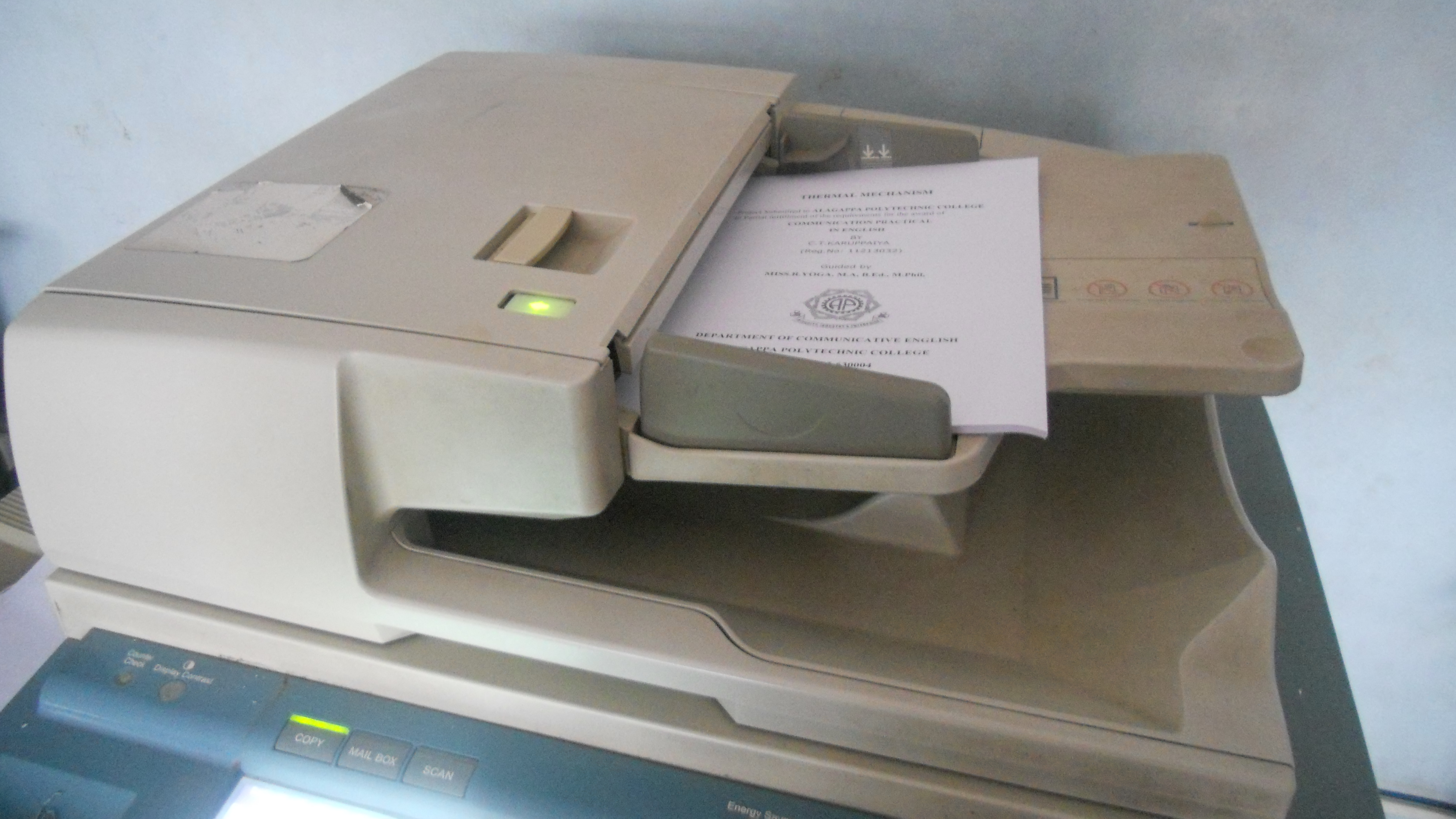

Později se projevil trend přidávání digitální technologie do nových fotokopírek, takže začalo docházet k nahrazování analogové technologie. U digitálního kopírováním se kopírka skládá ze scanneru a laserové tiskárny. Tento design má mnoho výhod, jako např. automatické vylepšení kvality obrazu a také možnost „build jobs“ (tzn. skenovat obrázky stránky individuálně a zároveň tisknout). Některé digitální kopírky mohou pracovat jako vysokorychlostní skenery, takové modely typicky nabízejí možnost zaslání dokumentů přes email nebo je zpřístupnit na úložišti.
Veliká výhoda digitálních kopírek je „automatické digitální porovnání“. Když například kopírujete dvacetkrát 20 stránek, tak digitální kopírka skenuje každou stránku jen jednou a poté použije uložené informace, aby vytvořila 20 kopií. U analogové kopírky se každá stránka skenuje dvacetkrát (což je dohromady 400 skenů).
Méně výkonné kopírky také používají digitální technologii, avšak i přes to jsou jen standardní PC skenery kombinované s technologií inkoustových tiskáren nebo laserových tiskáren, oboje je však podstatně pomalejší než nové a výkonné kopírky. Na druhou stranu méně výkonné kopírky mají menší cenu za vyrobenou kopii.

## Padělání
Aby se zamezilo tomu, že by lidé používali barevné kopírky k padělání papírových peněz, zavedly některé státy „protipadělací“ technologie do jejich bankovek např. vodoznak, mikrotisk, hologramy, miniaturní proužky z plastu (nebo jiného materiálu) a inkoust, který při určitém úhlu pohledu mění barvu. Některé fotokopírky mají implementovaný software, který kopírce zamezí v kopírování peněz.
Barevné kopírování také přivedlo risk k padělání dokumentů, jako řidičský průkaz, občanský průkaz, univerzitní diplomy atp. V některých řidičských průkazech jsou vloženy hologramy, což zlehčuje policii práci při rozeznání padělku. Univerzity zamezují padělání diplomů speciálními vodoznaky. Pokud se udělá kopie diplomu, tak se vodoznak velmi zvýrazní a zamezí kopii, aby byla použita k ilegálnímu použití.

## Zdravotní problémy
Vystavení ultrafialové záření je problém. V raných dnech fotokopírek bylo senzorové světlo filtrováno na zelenou, aby bylo v normě pro senzibilitu fotokonduktivního povrchu. Toto filtrování efektivně odstranilo veškerou ultrafialovou. Dnes je používána směsice barev. Sklíčko přenáší ultrafialové paprsky mezi 325 a 400 nanometry. Kopírky, které produkují UV světlo (např.: fluorescentní, wolfram, halogen nebo xenon), vystavují dokumenty UV záření.

## Forenzní identifikace
Díky forenzní identifikaci lze nalézt podobnosti u produktů z psacích strojů, počítačových tiskáren či kopírek a mohou být vysledovány až ke zdroji díky nedokonalostem při tisknutí (výstupu). Mechanická tolerance mezi tonerem a podáváním papíru způsobuje páskování, které může odhalit informace ohledně mechanických vlastností jednotlivých zařízení. Často je možné identifikovat výrobce a značku, a dokonce v některých případech lze identifikovat tiskárnu pomocí porovnání známých sad tiskáren a porovnáním jejich výstupů.
Barevné tiskárny a kopírky často mohou vložit stenografiky jejich identifikační kódy do tištěných stránek, v podobě téměř neviditelných žlutých teček. Některé zdroje uvádí, že právě toto dělají zařízení společností Xerox a Canon.